# Hélène Constant
Pour les articles homonymes, voir Constant.
Hélène Constant, née le 4 décembre 1917 à La Trinité et morte le 18 septembre 2006 à Avranches, est une actrice française.

## Biographie
En dehors de ses activités au théâtre et au cinéma entre 1937 et 1958, on sait peu de chose d'Hélène Constant. Remarquée en février 1937 au moment de son élection au titre de Miss Charme par le réalisateur Dimitri Kirsanoff, elle obtient un premier rôle dans Franco de port qui sortira sur les écrans le 14 mai suivant.
Ce petit rôle, pourtant non crédité au générique, va néanmoins lui permettre de se faire connaître dans les milieux du cinéma et du théâtre et lui donner l'occasion de monter sur scène et sur les plateaux de tournage pendant une vingtaine d'années. On perd sa trace après une dernière apparition dans un téléfilm de Stellio Lorenzi diffusé en janvier 1958.

## Filmographie
- 1937 : Franco de port, de Dimitri Kirsanoff : une prostituée
- 1941 : Le Diamant noir de Jean Delannoy : Thérèse Mitry
- 1942 : La Duchesse de Langeais de Jacques de Baroncelli : Paméla
- 1942 : Marie-Martine d'Albert Valentin : Hélène
- 1944 : La Vie de plaisir d'Albert Valentin : Denise de la Chaume
- 1953 : Danse sans musique, téléfilm de Claude Barma, d'après le roman policier de Peter Cheney[3]
- 1957 : L'Inconnue de Berlin, téléfilm de Stellio Lorenzi, scénario d'Alain Decaux et André Castelot
- 1958 : L'Orphelin de l'Europe, téléfilm de Stellio Lorenzi, scénario d'Alain Decaux : Stéphanie

## Théâtre
- 1939 : Ondine, pièce en 3 actes de Jean Giraudoux, mise en scène de Louis Jouvet, musique d'Henri Sauguet, au théâtre de l'Athénée (27 avril) : une dame de la Cour. Reprise au même théâtre et avec la même distribution le 23 mars 1940.
- 1941 : Les Caprices de Marianne, pièce en 2 actes d'Alfred de Musset, mise en scène de Christian Casadesus directeur de la Compagnie du Regain (en tournée) : Marianne[4]
- 1942 : La Célestine, tragi-comédie en 8 tableaux de Fernando de Rojas, adaptation française de Paul Achard, mise en scène de Jean Meyer, au théâtre Montparnasse (21 février) : Mélibée. Reprise le 11 septembre 1942 au théâtre de la Renaissance avec la même mise en scène et la même distribution.
- 1945 : Les Frères Karamazov, pièce en 5 actes de Jacques Copeau et Jean Croué, d'après le roman de Dostoïevski, mise en scène d'André Barsacq, au théâtre de l'Atelier (21 décembre) : Katherina
- 1949 : Les Caprices de Marianne, pièce en 2 actes d'Alfred de Musset, mise en scène de Gaston Baty (septembre) : Marianne
- 1949 : Héloïse et Abélard, pièce en 3 actes de Roger Vailland, mise en scène de Jean Marchat, décors et costumes de Pierre Soulages, musique de Jean Wiener, au théâtre des Mathurins (3 décembre) : Margot
- 1950 : Un caprice, pièce en 1 acte d'Alfred de Musset, mise en scène de Jean Darcante (en tournée) : la comtesse de Léry.